# Elwira Ślązak
Elwira Ślązak (ur. 12 czerwca 1979 w Warszawie) – polska artystka, perkusistka i marimbafonistka.

## Wykształcenie
Ukończyła Liceum Muzyczne im. Karola Szymanowskiego w Warszawie, Konserwatorium Muzyczne w Paryżu (Francja), Królewskie Konserwatorium Muzyczne w Brukseli (Belgia) w klasach perkusji oraz w 2005 solistyczne studia podyplomowe w klasie marimby (u Ludwiga Alberta) w Konserwatorium Królewskim w Antwerpii (Belgia). We wszystkich tych uczelniach otrzymała dyplomy z najwyższymi wyróżnieniami – La plus haute distinction.

## Działalność artystyczna
W latach 1996–1997 była członkinią Wiosennej Orkiestry Warszawskiej Jesieni, z którą brała udział w 39. i 40. Festiwalu Warszawska Jesień pod batutą Jacka Kaspszyka, Jerzego Maksymiuka oraz Victorii Zhadko.
Wraz z Gabrielem Collet tworzy Axoum Duo – stały duet marimbafonowy na świecie. Duet prezentuje wirtuozowskie wykonania kompozycji muzyki współczesnej, filmowej, transkrypcje utworów klasycznych, jak również utwory skomponowane przez Gabriela Collet. Tworzy muzykę do filmów, współpracuje z wieloma artystami różnych dziedzin sztuki. Recitale i nagrania Axoum Duo były kilkakrotnie emitowane przez radia europejskie tj. Musiq'3, Radio Bartok, Polskie Radio.
Wraz z Axoum Duo współpracuje z Marcinem Bronikowskim od 2010. Trio koncertuje w Polsce i za granicą.
Elwira Ślązak przez 17 lat wystąpiła na czterech kontynentach (w Europie, Azji, Australii oraz Afryce). Jest wykładowczynią na kursach mistrzowskich w Europie, Azji i Australii. Artystka jest pomysłodawczynią i współorganizatorką International Marimba Masterclasses – kursów mistrzowskich marimby dla uczniów i studentów w Domu Pracy Twórczej w Radziejowicach k. Warszawy.
Elwira Ślązak była jurorką konkursów międzynarodowych, np. w 2011 na IV Universal Marimba Competition (Belgia), w 2016 na XXV Drum Fest Marimba and Vibraphone Competition w Opolu.
Dokonała wielu prawykonań utworów jako solistka, z orkiestrą (m.in. w 2010 podczas 53. Festiwalu Warszawska Jesień wraz z Polską Orkiestrą Sinfonia Iuventus) oraz z Gabrielem Collet jako utworów dedykowanych dla Axoum Duo (kompozytorów takich jak Krzysztof Wołek, Jacek Sotomski, Ryszard Osada, Jan Bus, Silvia Berg).
W 2016 na VIII Festiwalu Letnim w Radziejowicach odbyła się Prapremiera Koncertu na dwie marimby i orkiestrę Gabriela Collet Rozmowa z kamieniem z towarzyszeniem Filharmonii Świętokrzyskiej, w wykonaniu Elwiry Ślązak i Gabriela Collet.
W 2017 Elwira Ślązak wystąpiła wraz z Axoum Duo podczas festiwalu The ten days on the Island w Hobart (Australia) prezentując międzynarodowy projekt interdyscyplinarny Returning Lives, do którego Gabriel Collet napisał muzykę, a duet wykonał ją na żywo.
Doskonaliła swe umiejętności m.in. z John Beck, Frédéric Macarez, Nicolas Martynciow (Orchestre de Paris), Michel Cals (Opéra National de Paris), Babette Haag.

## Wybrane nagrody i wyróżnienia
Od początku kariery zdobyła wiele nagród i wyróżnień na krajowych i międzynarodowych konkursach, m.in.:
- 1996: II nagroda w Ogólnopolskim Konkursie Perkusyjnym w Opolu
- 1997: wyróżnienie solo i w zespole na Makroregionalne Przesłuchaniach w Warszawie
- 1997: Stypendium Ministra Kultury i Sztuki
- 2000: wyróżnienie w IX edycji Tournoi International de Musique (Włochy)
- 2002: stypendium Volkswagen Stiftung w ramach Braunschweig Classix Festival w Brunszwiku (Niemcy)
- 2004: II nagroda (duet) na The Universal Marimba Competition & Festival, Sint-Truiden (Belgia)[15]
- 2004: grant The Sir Georges Solti Foundation w Londynie (Wielka Brytania)[16]
- 2004: I nagroda (duet) na VII Międzynarodowym Konkursie Współczesnej Muzyki Kameralnej w Krakowie[17]
- 2005: grant Prix Luffin w Brukseli (Belgia)

## Nagrania
- 2004: CD z VII Międzynarodowego Konkursu Współczesnej Muzyki Kameralnej w Krakowie
- 2007: CD Axoum new music for two marimbas – w tym trzy światowe premiery fonograficzne
- 2010: ścieżka dźwiękowa do filmu Pory roku (Animal Planet TV, Wielka Brytania); Gabriel Collet – muzyka, marimba; Elwira Ślązak – marimba

## Wybrane występy
- 2000: Rashid Behbudov State Song Theatre, Baku (Azerbejdżan)
- 2002: Braunschweig Classix Festival, Brunszwik (Niemcy)
- 2004: The Universal Marimba Competition & Festival, Sint-Truiden (Belgia)
- 2007: 9th International Seoul Drum Festival, Seul (Korea Południowa)[18]
- 2010: 53. Festiwal Muzyki Współczesnej Warszawska Jesień[8]
- 2010: 65. Międzynarodowy Festiwal Chopinowski Duszniki-Zdrój[19]
- 2011: Les Journées de la Francophonie, Wrocław[20]
- 2012: Karuzela Cooltury[21]
- 2012: Musica Polonica Nova[22]
- 2012: Festival de Música Contemporánea de Tenerife, Auditorio de Tenerife, Santa Cruz de Tenerife (Wyspy Kanaryjskie, Hiszpania)[23]
- 2012: Shanghai Concert Hall, Szanghaj (Chiny)
- 2013: Recital w Yehudi Menuhin Hall w Parlamencie Europejskim, Bruksela (Belgia)[24]
- 2016: VIII Festiwal Letni im. J. Waldorffa w Radziejowicach[9]
- 2017: The Ten Days on the Island Festival, Hobart (Australia)[14]